# لاسانا كوليبالي
لاسانا كوليبالي (بالفرنسية: Lassana Coulibaly) (10 أبريل 1996 مالي - ) هو لاعب كرة قدم مالي، يلعب كمهاجم، شارك في كأس الأمم الأفريقية 2017.

## روابط خارجية
- لاسانا كوليبالي على موقع قاعدة بيانات كرة القدم.إي يو (الإنجليزية)
- لاسانا كوليبالي على موقع ناشيونال فوتبول تيمز (الإنجليزية)
- لاسانا كوليبالي على موقع Soccerway.com (الإنجليزية)
- لاسانا كوليبالي على موقع عالم كرة القدم.نت (الإنجليزية)